# Valentina Zenere
Valentina Zenere (Buenos Aires, 15 januari 1997) is een Argentijnse actrice en zangeres.

## Carrière
Zenere speelde in 2010 Alai Morales in het vierde seizoen van Casi Ángeles. In 2011 speelde ze Jessica Cervantes in Los Únicos. In 2013 tot 2014 speelde ze Mara Uloa in Aliados. Vanaf 2016 speelde ze Amber Smith in Soy Luna. Na zich in 2020 in Spanje gevestigd te hebben, speelde ze vanaf seizoen 5 in de Spaanse Netflix-serie Élite.
- Bibliothèque nationale de France: cb17078452v (data)
- International Standard Name Identifier: 0000 0004 5974 6077
- MusicBrainz: 2eb31ef7-cbf0-4e5a-bab1-13a8e3f6fc4c
- Virtual International Authority File: 800147871990975170002